# Naix-aux-Forges
Naix-aux-Forges is een gemeente in het Franse departement Meuse (regio Grand Est) en telt 203 inwoners (1999). De plaats maakt deel uit van het arrondissement Bar-le-Duc en van de Communauté d'Agglomération Bar-le-Duc Sud Meuse, een samenwerkingsverband tussen 33 gemeenten.

## Geografie
De oppervlakte van Naix-aux-Forges bedraagt 6,3 km², de bevolkingsdichtheid is 32,2 inwoners per km².
De onderstaande kaart toont de ligging van Naix-aux-Forges met de belangrijkste infrastructuur en aangrenzende gemeenten.

## Demografie
Onderstaande figuur toont het verloop van het inwonertal (bron: INSEE-tellingen).